# Amity (Maine)
Amity ist eine Town im Aroostook County des Bundesstaates Maine in den Vereinigten Staaten. Im Jahr 2020 hatte es 253 Einwohner in 174 Haushalten auf einer Fläche von 109,1 km².

## Geografie
Nach den Angaben des United States Census Bureaus hat Amity eine Fläche von 109,1 km². Diese besteht komplett aus Landflächen, ohne Gewässer.

### Geografische Lage
Die Stadt liegt im Südosten des Aroostook County an der kanadischen Grenze. Der Grenzverlauf folgt dem in südliche Richtung fließenden St. Croix River. Die Grenze befindet sich in der Flussmitte. Einige kleinere Flüsse durchziehen das Gebiet der Town, sie alle münden im St. Croix River. Die Oberfläche ist eben, die höchste Erhebung ist der 232 m hoche Spring Hill.

### Nachbargemeinden
Alle Entfernungen sind als Luftlinien zwischen den offiziellen Koordinaten der Orte aus der Volkszählung 2010 angegeben.
- Norden: Cary Plantation, 2,8 km
- Osten: North Lake Parish, York County (New Brunswick), Kanada, 13,3 km
- Süden: Orient, 4,0 km
- Westen: Unorganized Territory von South Aroostook, 39,2 km

### Stadtgliederung
In Amity gibt es zwei Siedlungsgebiete: Estabrook Settlement und North Amity.

### Klima
Die mittlere Durchschnittstemperatur in Amity liegt zwischen −11,7 °C (11° Fahrenheit) im Januar und 18,3 °C (65° Fahrenheit) im Juli. Damit ist der Ort gegenüber dem langjährigen Mittel der USA um etwa 10 Grad kühler. Die Schneefälle zwischen Oktober und Mai liegen mit über fünfeinhalb Metern knapp doppelt so hoch wie die mittlere Schneehöhe in den USA, die tägliche Sonnenscheindauer liegt am unteren Rand des Wertespektrums der USA.

## Geschichte
Die Town wurde am 19. März 1836 gegründet. Eine erste Besiedlung der Gegend erfolgte im Jahr 1826 durch Jonathan T. Clifford, Jonathan Greanleaf und Columbus Dunn. Als Township war dieses Gebiet unter der Bezeichnung No. 10 first range bekannt. Die ersten Siedler kauften ihr land für 20 ct. per Acre. Eine Hälfte musste bar bezahlt werden, die andere wurde beim Bau der lokalen Straßen abgearbeitet. Nach der Gründung der Town, wurde das an Spekulanten verkauft. Dies hat das Wachstum stark verzögerte, da Siedler Land vom Staat Aroostook viel billiger kaufen können, als von Privateigentümern von Grundstücken, die meisten von diesen Eigentümern wohnen nicht in der Town.
Die Oberfläche ist uneben und mit Hartholz bewachsen. Durch Nebenflüsse des Penobscot Rivers, Saint John Rivers und des St. Croix Rivers, welche in die Town reichen und die auch zum Flößen des Holzes groß genug sind, nahm die Town ihren Aufstieg.
In North Amity befindet sich die Reed School, eine mit der Nummer 01001270 als Baudenkmals ins National Register of Historic Places eingetragene, im Spät-Viktorianischen-Baustil errichtete Schule, die heute als Museum genutzt wird.

### Einwohnerentwicklung
| Volkszählungsergebnisse – Town of Amity, Maine | Volkszählungsergebnisse – Town of Amity, Maine | Volkszählungsergebnisse – Town of Amity, Maine | Volkszählungsergebnisse – Town of Amity, Maine | Volkszählungsergebnisse – Town of Amity, Maine | Volkszählungsergebnisse – Town of Amity, Maine | Volkszählungsergebnisse – Town of Amity, Maine | Volkszählungsergebnisse – Town of Amity, Maine | Volkszählungsergebnisse – Town of Amity, Maine | Volkszählungsergebnisse – Town of Amity, Maine | Volkszählungsergebnisse – Town of Amity, Maine |
| Jahr                                           | 1800                                           | 1810                                           | 1820                                           | 1830                                           | 1840                                           | 1850                                           | 1860                                           | 1870                                           | 1880                                           | 1890                                           |
| ---------------------------------------------- | ---------------------------------------------- | ---------------------------------------------- | ---------------------------------------------- | ---------------------------------------------- | ---------------------------------------------- | ---------------------------------------------- | ---------------------------------------------- | ---------------------------------------------- | ---------------------------------------------- | ---------------------------------------------- |
| Einwohner                                      |                                                |                                                |                                                |                                                | 169                                            | 256                                            | 302                                            | 311                                            | 432                                            | 420                                            |
| Jahr                                           | 1900                                           | 1910                                           | 1920                                           | 1930                                           | 1940                                           | 1950                                           | 1960                                           | 1970                                           | 1980                                           | 1990                                           |
| Einwohner                                      | 404                                            | 375                                            | 393                                            | 324                                            | 345                                            | 300                                            | 206                                            | 156                                            | 168                                            | 186                                            |
| Jahr                                           | 2000                                           | 2010                                           | 2020                                           | 2030                                           | 2040                                           | 2050                                           | 2060                                           | 2070                                           | 2080                                           | 2090                                           |
| Einwohner                                      | 199                                            | 238                                            | 253                                            |                                                |                                                |                                                |                                                |                                                |                                                |                                                |

## Wirtschaft und Infrastruktur

### Verkehr
Durch die Stadt führt in Nord-Süd-Richtung der U.S. Highway 1, der sie mit der Bezirkshauptstadt Houlton und mit der Grenzstadt Calais verbindet. Der nächstgelegene Flughafen mit Linienflugangebot befindet sich in Presque Isle.

### Öffentliche Einrichtungen
Amity besitzt keine eigene Bücherei. Die nächstgelegene ist die Cary Library in Houlton.
Es gibt kein Krankenhaus oder Medizinische Einrichtung in Amity. Das nächstgelegene Krankenhaus für Amity und die Region befindet sich in Houlton.

### Bildung
Amity gehört mit Cary Plantation, Haynesville, Hodgdon, Linneus, Ludlow und der New Limerick zum Maine School Administrative District #70.
Im Schulbezirk werden den Schulkindern mehrere Schulen angeboten:
- Mill Pond School in Hodgdon
- Hodgdon Middle / High School in Hodgdon